# Berylsimpsonia vanillosma
Berylsimpsonia vanillosma là một loài thực vật có hoa trong họ Cúc. Loài này được (C.Wright) B.L.Turner mô tả khoa học đầu tiên năm 1993.